# Hymenoplia mairei
Hymenoplia mairei är en skalbaggsart som beskrevs av Escalera 1934. Hymenoplia mairei ingår i släktet Hymenoplia och familjen Melolonthidae. Inga underarter finns listade i Catalogue of Life.